# شعرورية براغية
شعرورية براغية (الاسم العلمي:Crithidia pragensis) هي نوع من الطلائعيات يتبع جنس الشعرورية من الفصيلة المثقبانية.